# پاگنده
پاگنده (به انگلیسی: Sasquatch)، یکی از موجودات افسانه‌ای در شمال آمریکا است. طبق باور عامه، پاگنده شکلی گوریل‌وار دارد و در جنگل‌های دورافتادهٔ شمال آمریکا، منطقهٔ دریاچه‌های بزرگ و کوه‌های راکی زندگی می‌کند. داستان های انسان نماهای وحشی و پوشیده از مو در سرتاسر جهان وجود دارد، مانند میمون اسکانک در جنوب شرقی ایالات متحده، آلماس، یرن و یتی در آسیا، یووی استرالیایی و موجوداتی در اساطیر مردم بومی هستند . پاگنده عنصری ماندگار از فرهنگ عامه و نمادی در شبه علم و خرده فرهنگ رمزنگاری است.

## ویژگی‌ها
پاگنده موجودی توصیف‌شده شبیه به انسانیان و کپی‌ها است. کپی‌ها شامل گوریل، شامپانزه، بونوبو، اورانگوتان، انسان، و میمون درازدست (گیبون) هستند که با میمون تفاوت دارند.
طبق گزارش‌ها، قد پاگنده بین ۲٫۱ تا ۲٫۷ متر، چشم‌های او ریز، ابروانش درشت، و سرش کوچک و گاهی نوک‌تیز است. او همچنین بویی بسیار بد و زننده دارد.
موجودات مشابه پاگنده در همهٔ فرهنگ‌ها و در همهٔ کشورهای جهان وجود دارند (مانند یتی). با این که بیشتر نشانه‌ها مبنی بر عدم وجود پاگنده یا ساسکواچ است، اما برخی از طرفداران پاگنده همچنان مشتاقانه دنبال نشانه ای از او می‌گردند.
در سال 1971، چندین نفر در دالس، اورگان، گزارش پلیسی را ارائه کردند که در آن یک "میمون بیش از حد رشد کرده" را توصیف کرد و یکی از مردان ادعا کرد که موجودی را در دامنه تفنگ خود دیده است، اما نتوانست خود را مجبور به شلیک به آن کند، زیرا بیشتر انسان به نظر می رسید تا حیوان. توصیف‌های رایج شامل شانه‌های پهن، بدون گردن قابل مشاهده و بازوهای بلند است که بسیاری از شکاکان آن را به تشخیص نادرست یک خرس در حالت ایستاده نسبت می‌دهند. برخی از مشاهدات شبانه ادعا کرده اند که چشمان این موجود به رنگ زرد یا قرمز "درخشیده" است. با این حال، درخشش چشم در انسان یا هر میمون بزرگ شناخته شده دیگری وجود ندارد، و بنابراین توضیحات پیشنهادی برای درخشش چشم قابل مشاهده در خارج از زمین در جنگل شامل جغدها، راکون ها یا اپوسوم هایی است که در شاخ و برگ نشسته اند.
مایکل راگ، صاحب موزه کشف پاگنده، ادعا می‌کند که بوی پاگنده را استشمام کرده است و می‌گوید: «ماری را تصور کنید که در حیوانات مرده غلتیده و در اطراف چاله‌های زباله آویزان شده است».
ادعا می شود که ردپاهای عظیمی که این موجود برای آن نامگذاری شده است به اندازه 24 اینچ (610 میلی متر) طول و 8 اینچ (200 میلی متر) عرض است. برخی از ردپاها حاوی آثار پنجه نیز می‌باشند، که این احتمال را ایجاد می‌کند که از حیوانات شناخته‌شده‌ای مانند خرس‌ها که دارای پنج انگشت و پنجه هستند، آمده‌اند.

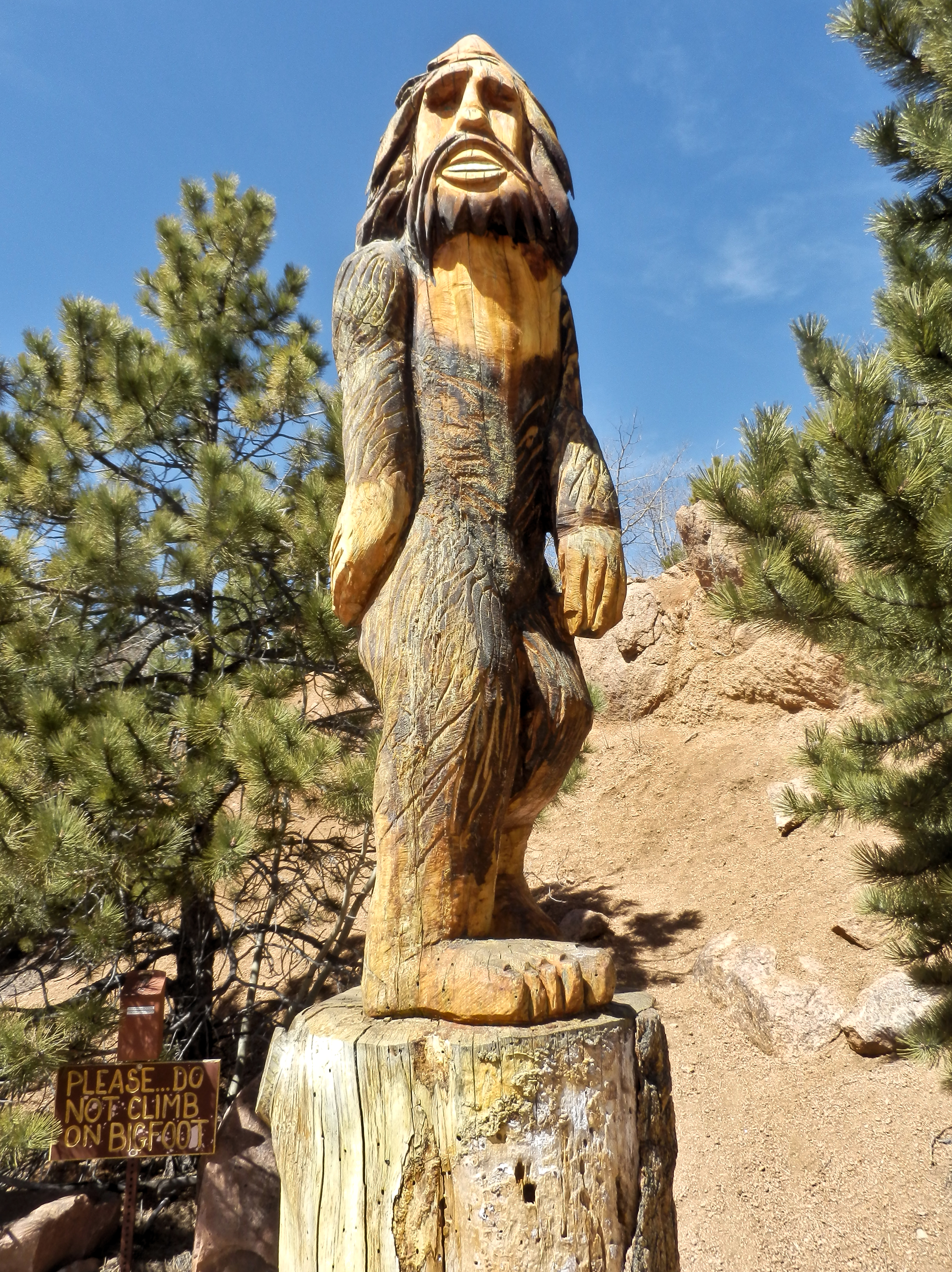
مجسمه یک پاگنده در کلرادو

## تاريخچه

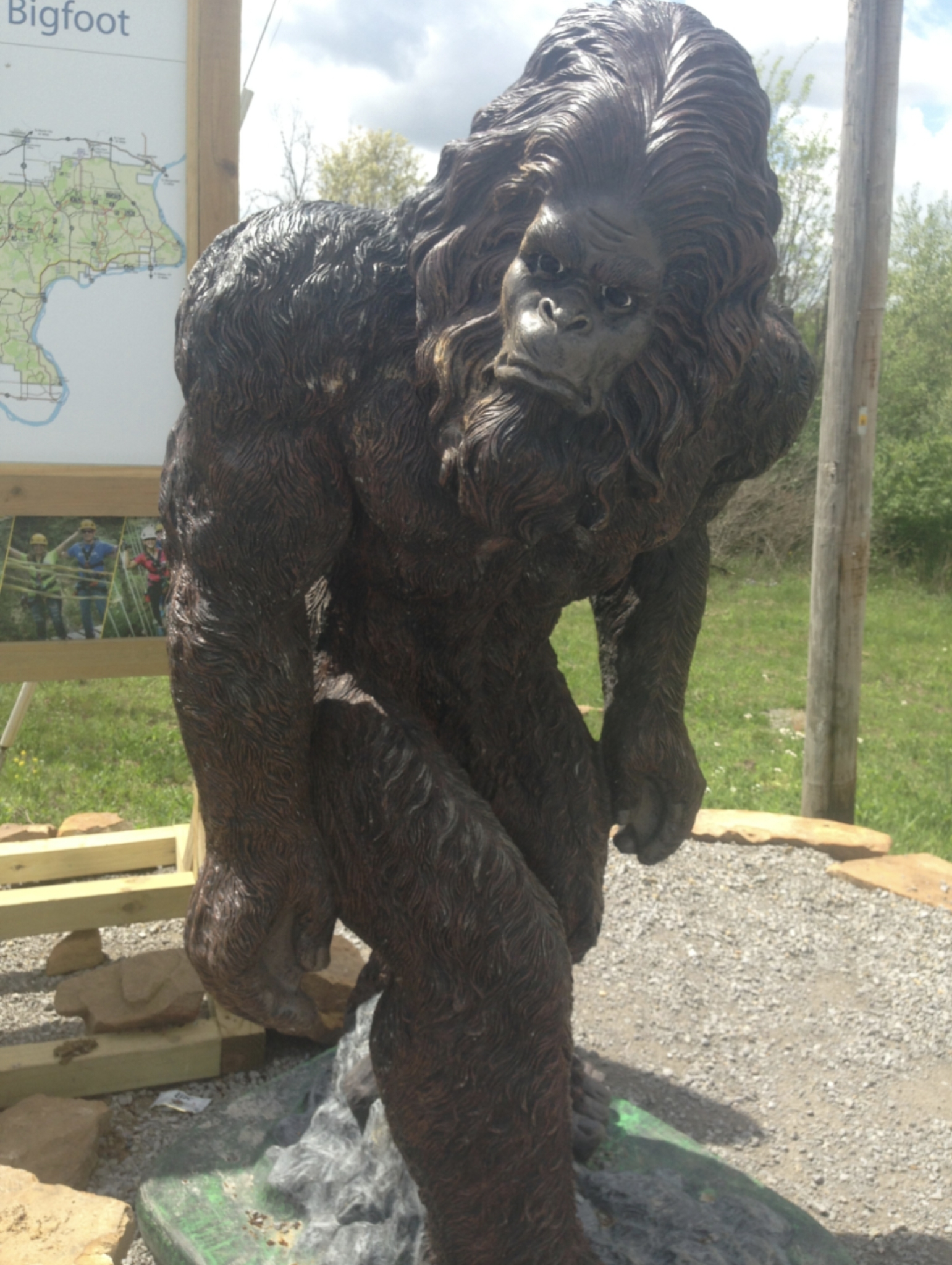
عکس مجسمه پاگنده از جنگل ملی Shawnee در ایلینوی، ایالات متحده سال ۲۰۱۶

بسیاری از فرهنگ‌های بومی در سرتاسر قاره آمریکای شمالی شامل داستان‌هایی از موجودات مرموز پوشیده از مو در جنگل‌ها می‌شود، و به گفته مردم‌شناس دیوید دگلینگ، این افسانه‌ها مدت‌ها قبل از گزارش‌های معاصر از موجودی که به نام پاگنده توصیف می‌شود وجود داشته‌اند. این داستان ها در جزئیاتشان در منطقه و بین خانواده های یک جامعه متفاوت بودند و به ویژه در شمال غربی اقیانوس آرام رایج هستند. در منطقه حفاظت شده سرخپوستان رودخانه تول، سنگ نگاره هایی که توسط قبیله ای از یوکوت ها در مکانی به نام صخره نقاشی شده ایجاد شده است، توسط برخی ادعا می شود که گروهی از پاگنده ها به نام "خانواده" را به تصویر می کشد. قوم محلی بزرگترین گلیف را "مرد مودار" می نامند و قدمت آنها بین 500 تا 1000 سال تخمین زده می شود. کاوشگران اسپانیایی قرن شانزدهم و مهاجران مکزیکی داستان‌هایی از los Vigilantes Oscuros یا «دایران تاریکی»، موجودات بزرگی که گفته می‌شد شب‌ها در اردوگاه‌هایشان تعقیب می‌کردند، تعریف کردند. در منطقه ای که اکنون می سی سی پی است، یک کشیش یسوعی در سال 1721 با ناچز زندگی می کرد و داستان های موجودات مودار در جنگل را گزارش کرد که با صدای بلند فریاد می زدند و حیوانات را می دزدیدند. رابرت پایل بوم‌شناس استدلال می‌کند که بیشتر فرهنگ‌ها در تاریخ عامیانه خود روایت‌هایی از غول‌های انسان‌مانند دارند که بیانگر نیاز به «موجودی بزرگ‌تر از زندگی» هستند. هر زبانی نام خود را برای موجودی داشت که در نسخه محلی این افسانه ها به چشم می خورد. بسیاری از نام‌ها به معنای چیزی در امتداد «انسان وحشی» یا «مرد مودار» هستند، اگرچه نام‌های دیگر اعمال رایجی را که گفته می‌شد انجام می‌داد، مانند خوردن صدف یا تکان دادن درختان توصیف می‌کردند. میشل رئیس Nlaka'pamux در Lytton، بریتیش کلمبیا، چنین داستانی را به Charles Hill-Tout در سال 1898 گفت.

## در فرهنگ و هنر
در فیلم‌ها و سریال‌های علمی-تخیلی زیادی به پاگنده اشاره شده‌است. از جمله:
- فیلم سینمایی پاگنده (۱۹۷۰)
- فیلم سینمایی پاگنده (۲۰۰۹)
- انیمیشن پسر پاگنده (۲۰۱۷)
- انیمیشن خانواده پاگنده (۲۰۲۰)
- مجموعه تلویزیونی پرونده‌های ایکس
- مجموعه تلویزیونی عامل ناشناخته
- انیمیشن هتل ترانسیلوانیا